# Nova Santa Bárbara
Nova Santa Bárbara är en kommun i Brasilien.   Den ligger i delstaten Paraná, i den södra delen av landet, 900 km söder om huvudstaden Brasília. Antalet invånare är 3 911. Arean är 72 kvadratkilometer.
Terrängen i Nova Santa Bárbara är huvudsakligen platt, men åt sydväst är den kuperad.
Omgivningarna runt Nova Santa Bárbara är huvudsakligen savann. Runt Nova Santa Bárbara är det glesbefolkat, med 13 invånare per kvadratkilometer.